# Cynanchum rauhianum
Cynanchum rauhianum là một loài thực vật có hoa trong họ La bố ma. Loài này được Desc. mô tả khoa học đầu tiên năm 1963.